# Liste der Biografien/Mek
Liste der Biografien |
Portal Biografien |
Personensuche
# |
A |
B |
C |
D |
E |
F |
G |
H |
I |
J |
K |
L |
M |
N |
O |
P |
Q |
R |
S |
T |
U |
V |
W |
X |
Y |
Z |
?
 
Ma |
Mb |
Mc |
Md |
Me |
Mf |
Mg |
Mh |
Mi |
Mj |
Mk |
Ml |
Mm |
Mn |
Mo |
Mp |
Mq |
Mr |
Ms |
Mt |
Mu |
Mv |
Mw |
Mx |
My |
Mz
 
Mea–Mee |
Mef |
Meg |
Meh |
Mei |
Mej |
Mek |
Mel |
Mem |
Men |
Meo |
Mep |
Mer |
Mes |
Met |
Meu |
Mev |
Mew |
Mex |
Mey |
Mez
Die Liste der Biografien führt alle Personen auf, die in der deutschsprachigen Wikipedia einen Artikel haben. Dieses ist eine Teilliste mit 52 Einträgen von Personen, deren Namen mit den Buchstaben „Mek“ beginnt.

## Mek

### Meka
- Mékam, Carine (* 1985), gabunische Kugelstoßerin
- Mékarski, Louis (1843–1923), französischer Konstrukteur polnischer Abstammung
- Mekas, Adolfas (1925–2011), litauischer Filmemacher und Hochschullehrer
- Mekas, Jonas (1922–2019), litauischer Filmregisseur, Filmkritiker, Schriftsteller und Kurator
- Mekasha, Waganesh (* 1992), äthiopische Langstreckenläuferin
- Mekatilili wa Menza, kenianische Freiheitskämpferin
- Mekawei, Yara (* 1987), ägyptische Klangkünstlerin und Komponistin

### Mekb
- Mekbib, Daniel (* 1992), tschechischer Squashspieler

### Meke
- Mekeel, Joyce (1931–1997), US-amerikanische Komponistin, Cembalistin und Musikpädagogin
- Mekel, Gal (* 1988), israelischer Basketballspieler
- Mekel, Jan (1891–1942), niederländischer Hochschullehrer und Widerständler gegen die deutsche Besatzung während des Zweiten Weltkriegs
- Mekelburg, Ruth (* 1946), deutsche Politikerin (SPD), MdA
- Mekelburger, Hans (1884–1915), deutscher freischaffender Maler in Ostpreußen
- Meketre, altägyptischer Beamter

### Mekh
- Mekhalfi, Toufik (* 2002), französischer Squashspieler
- Mekhennet, Souad (* 1978), deutsche Journalistin und Sachbuchautorin
- Mekhissi, Mahiedine (* 1985), französischer HindernisläuferMahiedine Mekhissi (* 1985)

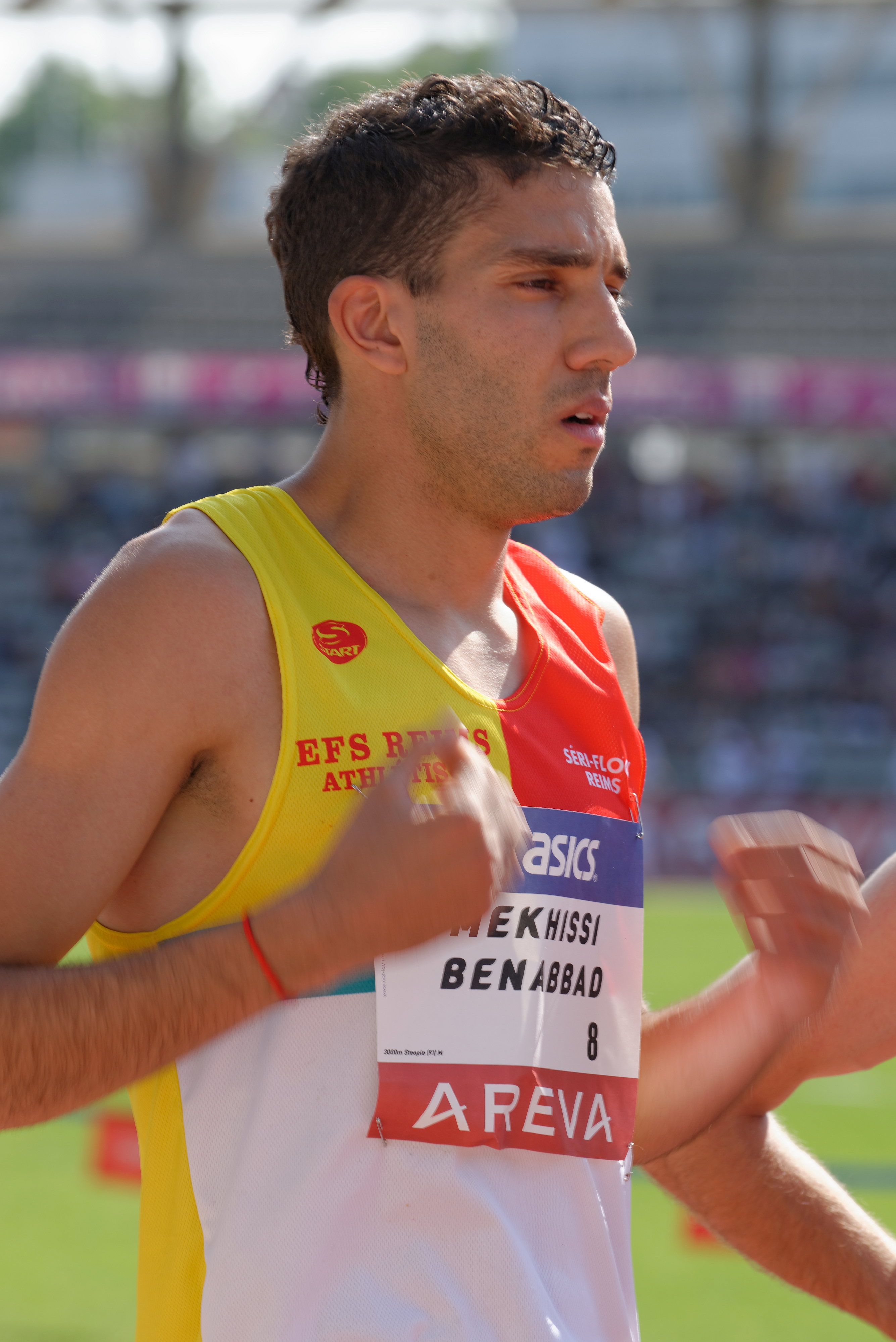
Mahiedine Mekhissi (* 1985)

- Mekhitarian, Krikor (* 1986), brasilianischer Schachspieler
- Mekhloufi, Rachid (1936–2024), algerisch-französischer Fußballspieler

### Meki
- Meki, Saleh (1948–2009), eritreischer Politiker
- Mekić, Sejad (* 1982), bosnischer islamischer Geistlicher und Rechtsgelehrter
- Mekies, Laurent (* 1977), französischer Motorsport-IngenieurLaurent Mekies (* 1977)

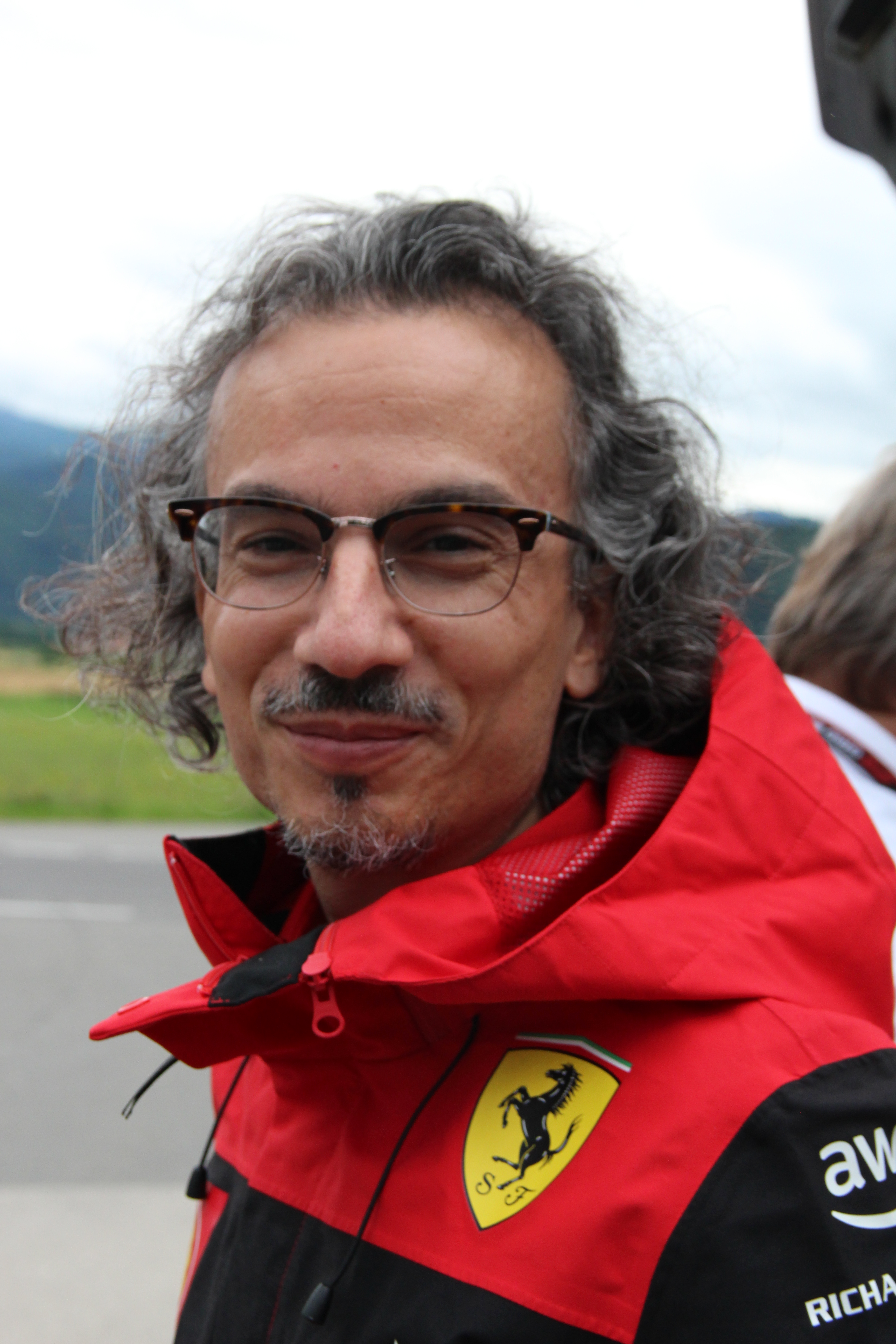
Laurent Mekies (* 1977)

- Mekiska, Rudolf (1904–1945), österreichischer Chauffeur und Widerstandskämpfer gegen das NS-Regime

### Mekk
- Mekky, Ahmed (* 1980), ägyptischer Schauspieler, Autor, Regisseur und Rapper
- Mekky, Enas (* 1973), ägyptische Schauspielerin

### Mekl
- Mekler, Jackie (1932–2019), südafrikanischer Marathon- und Ultramarathonläufer
- Meklin, Natalja Fjodorowna (1922–2005), sowjetische und russische Offizierin

### Meko
- Mekoa, John (1945–2017), südafrikanischer Jazzmusiker (Trompete, Flügelhorn, Dirigat) und Musikpädagoge
- Mekokischwili, Arsen (1912–1972), sowjetisch-georgischer Ringer
- Mekonen, Tigist Getent (* 1997), bahrainische Leichtathletin äthiopischer Herkunft
- Mekonnen, Abebe (* 1964), äthiopischer Langstreckenläufer
- Mekonnen, Ayele (* 1957), äthiopischer Radrennfahrer
- Mekonnen, Dereje (1962–2011), äthiopischer Musiker
- Mekonnen, Deresse (* 1987), äthiopischer Leichtathlet
- Mekonnen, Efrem (* 2001), äthiopischer Leichtathlet
- Mekonnen, Hailu (* 1980), äthiopischer Mittel- und Langstreckenläufer
- Mekonnen, Naod (* 2000), deutsch-angolanischer Fußballspieler
- Mekonnen, Netsanet (* 1988), israelische Schauspielerin
- Mekonnen, Tadesse (* 1958), äthiopischer Radrennfahrer
- Mekonnen, Terefe (* 1964), äthiopisch-österreichischer Langstreckenläufer
- Mekonnen, Tsegaye (* 1995), äthiopischer Marathonläufer
- Mekonnin, Misikir (* 1986), äthiopische Marathonläuferin
- Mekovec, Iva (* 1995), kroatische Tennisspielerin

### Mekr
- Mekrjukowa, Natalija Jurjewna (* 2000), russische Skilangläuferin

### Meks
- Mekschilo, Jewdokija Pantelejewna (1931–2013), sowjetische Skilangläuferin
- Meksi, Aleksandër (* 1939), albanischer Politiker
- Meksi, Ermelinda (* 1957), albanische Politikerin (Partia Socialiste e Shqipërisë)

### Mekt
- Mektić, Nikola (* 1988), kroatischer TennisspielerNikola Mektić (* 1988)

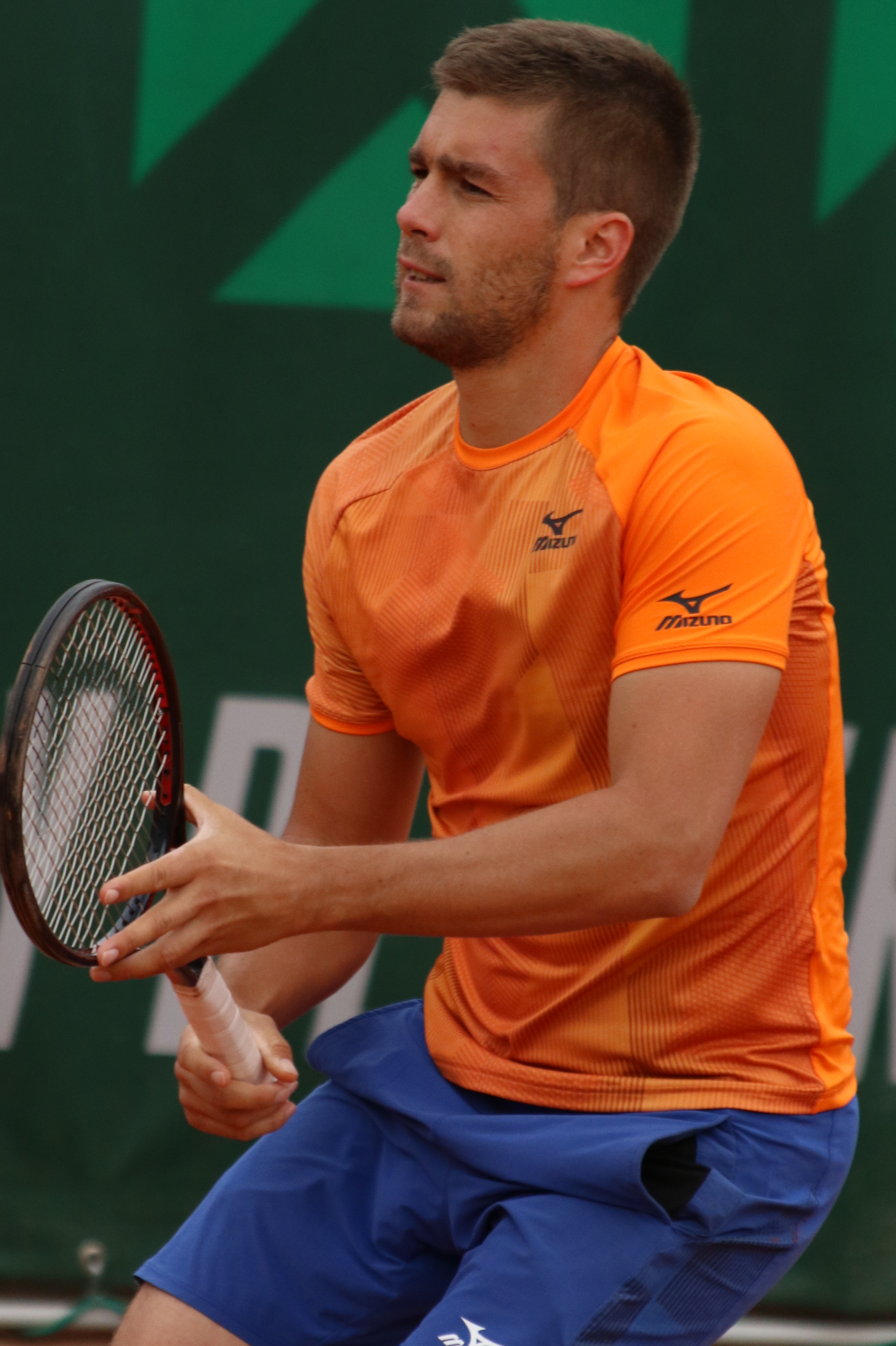
Nikola Mektić (* 1988)

### Meku
- Mèkurya, Gétatchèw (1935–2016), äthiopischer Jazzmusiker
- Mekuy, Guillermina (* 1982), äquatorialguineische Schriftstellerin

### Mekw
- Mekwabischwili, Ansor (* 2001), georgischer Fußballspieler
- Mekwad, Khaled El, ägyptischer Diplomat und UN-Funktionär